# École nationale supérieure de création industrielle
A ENSCI–Les Ateliers, École nationale supérieure de création industrielle, é uma escola de design localizada no 11º arrondissement de Paris. A instituição tem o status de estabelecimento público de caráter industrial e comercial, e está vinculada tanto ao Ministério da Cultura quanto ao Ministério da Economia, Finanças e Indústria da França. É o primeiro e único instituto nacional francês dedicado exclusivamente aos estudos superiores em design, e faz parte da Conférence des grandes écoles e do Polo de Pesquisa e Ensino Superior Hautes Études-Sorbonne-Arts et Métiers.
A escola foi fundada em 1982 por influência dos designers franceses Jean Prouvé e Charlotte Perriand, e ocupa desde então o mesmo prédio que abrigava os Ateliers Saint-Sabin da Maison Jansen, de onde vem o seu nome; suas instalações estão abertas 24 horas por dia e sete dias por semana, o que permite que os alunos trabalhem de acordo com sua própria organização do tempo e padrão de produtividade. Ela foi classificada como a melhor escola de design das Américas e Europa pelo Red Dot Award: Design Concept 2011, e como a melhor escola de design da França pelo ranking da revista L'Étudiant em 2012. Faz também parte do grupo de 60 D-Schools listadas em 2007 pela revista americana BusinessWeek.

## Programas acadêmicos
A escola propõe cinco programas diferentes: 
- Mestrado em Design Industrial (Diplôme de créateur industriel, niveau Master 2)
- Mestrado em Design Têxtil (Diplôme de l'Atelier national d'art textile, niveau Master 2)
- Mastère Spécialisé em Design e Tecnologia Contemporânea (Mastère spécialisé Création et technologie contemporaine)
- Mastère Spécialisé Innovation by Design (Mastère spécialisé Innovation by design)
- Especialização em Novo Design (Post-diplôme Nouveau design)

A ENSCI–Les Ateliers é também uma das sete escolas europeias que outorgam o título de Master of European Design (MEDes).

## Ex-alunos célebres
- Matali Crasset
- Florence Doléac
- Jean-Louis Fréchin
- Rip Hopkins
- Patrick Jouin
- Mathieu Lehanneur
- Laurent Massaloux
- Édith Meusnier
- Inga Sempé
- Robert Stadler